# Żytowice
Żytowice [pronunciación en polaco: /ʐɨtɔˈvit͡sɛ/] es un pueblo en el distrito administrativo de Gmina Pabianice, dentro del condado de Pabianice, voivodato de Łódź, en el centro de Polonia. Se encuentra aproximadamente 11 kilómetros al noroeste de Pabianice y 18 kilómetros al suroeste de la capital regional, Łódź. 